# Chicago Fire
Chicago Fire Football Club es un equipo profesional de fútbol de los Estados Unidos con sede en Chicago, Illinois. Compite en la Conferencia Este de la Major League Soccer y juega sus partidos como local en el Soldier Field.
El equipo fue fundado en octubre de 1997 y entró en la MLS en 1998. Ese año el club ganó la MLS Cup y se convirtió en el primer equipo de expansión en ganar la liga estadounidense en su debut en la competición.

## Historia
Chicago Fire fue fundado el 8 de octubre de 1997, en una ceremonia en el muelle de Navy Pier. El club jugó sus primeras temporadas en el Soldier Field. En el año 2002 el equipo jugó en un estadio en Naperville, Illinois. Desde el 2006 el club juega en su propio estadio el Toyota Park. Su antiguo logo era una patrulla de bomberos.
En 1998 ganaron su primera MLS Cup derrotando en la final ante el D. C. United por 2 goles a 0. También han ganado la U.S. Open Cup en los años 1998, 2000, 2003 y 2006.
Importantes figuras en la historia del club son Chris Armas, DaMarcus Beasley, Cuauhtémoc Blanco, Carlos Bocanegra, Bob Bradley, Diego Gutiérrez, Frank Klopas, Marco Pappa, Luboš Kubík, Brian McBride, Piotr Nowak, Ante Razov, Peter Wilt, Gonzalo Segares, Hristo Stoichkov, Jorge Campos, Damani Ralph y Bastian Schweinsteiger.
Su principal rival es el New England Revolution, también con el F. C. Dallas que disputan la Brimstone Cup.

## Uniforme
- Uniforme titular: Camiseta roja con franja horizontal blanca, pantalón rojo y medias rojas.
- Uniforme alternativo: Camiseta blanca, pantalón celeste y medias blancas.

### 1.º Uniforme
| 1998    | 1999    | 2000–2002 | 2003–2004 | 2005 | 2006-07 | 2008-09 | 2010-11 |
| 2012-13 | 2014-15 | 2016-17   | 2018-19   | 2020 | 2021    | 2022-23 | 2024    |

### 2.º Uniforme
| 1998    | 1999 | 2000–2002 | 2003–2004 | 2005 | 2006-07 | 2008-09 | 2010-11 |
| 2012-13 | 2014 | 2015-16   | 2017-18   | 2019 | 2020    | 2021-22 | 2023-24 |
| 2025-   |      |           |           |      |         |         |         |

### Indumentaria y patrocinador
| Período       | Patrocinador |
| ------------- | ------------ |
| 1998-2002     | Nike         |
| 2003-2005     | Puma         |
| 2006-presente | Adidas       |

| Período       | Patrocinador |
| ------------- | ------------ |
| 2008-2010     | Best Buy     |
| 2012-2015     | Quaker       |
| 2016-2018     | Valspar      |
| 2018-presente | Motorola     |

## Estadio

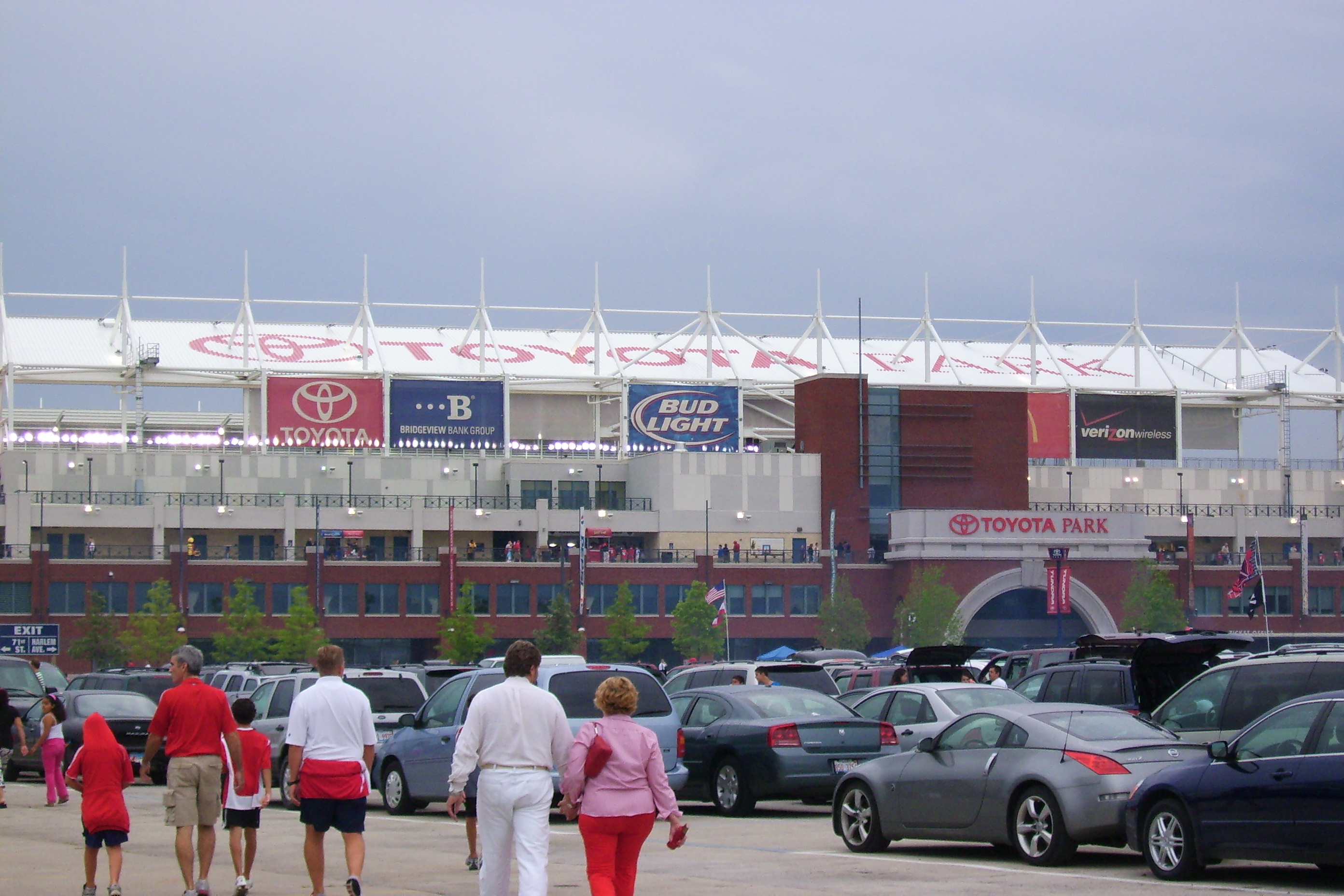
SeatGeek Stadium, sede de Chicago Fire desde 2006.

- Soldier Field; Chicago, Illinois (1998–2001), (2003–2005), (2019–presente)
- Cardinal Stadium; Naperville, Illinois (2002-2003)
- SeatGeek Stadium; Bridgeview, Illinois (2006–2018)

## Jugadores

### Más apariciones en club
- Actualizado al 25 de septiembre de 2024.

| # | Jugador         | Años      | Liga | Playoffs | Copas Nacionales | Copas Internacionales | Total |
| - | --------------- | --------- | ---- | -------- | ---------------- | --------------------- | ----- |
| 1 | C.J. Brown      | 1998–2010 | 295  | 35       | 7                | 12                    | 349   |
| 2 | Logan Pause     | 2003–2015 | 286  | 14       | 10               | 8                     | 318   |
| 3 | Gonzalo Segares | 2005–2015 | 231  | 13       | 9                | 3                     | 256   |
| 4 | Chris Armas     | 1998–2007 | 214  | 29       | 6                | 5                     | 254   |
| 5 | Zach Thornton   | 1998–2007 | 215  | 31       | 6                | 1                     | 253   |

### Máximos goleadores
- Actualizado al 25 de septiembre de 2024.

| # | Jugador         | Años                | Liga | Playoffs | Copas Nacionales | Copas Internacionales | Total |
| - | --------------- | ------------------- | ---- | -------- | ---------------- | --------------------- | ----- |
| 1 | Ante Razov      | 1998–2005           | 76   | 10       | 1                | 1                     | 88    |
| 2 | Nemanja Nikolić | 2017–2020           | 51   | 0        | 5                | 0                     | 56    |
| 3 | Chris Rolfe     | 2005–2010 2014–2014 | 48   | 4        | 3                | 0                     | 55    |
| 4 | David Accam     | 2015–2018           | 33   | 0        | 5                | 0                     | 38    |
| 5 | Josh Wolff      | 1998–2003           | 32   | 0        | 1                | 0                     | 33    |

## Datos del club
- Temporadas en la Major League Soccer: 16°: (1996- ).
- Mayor goleada conseguida:
  - En campeonatos nacionales: 9-0 Kansas City Wizards en 2001.
  - En torneos internacionales: 4-0 San Juan Jabloteh en 2004.
- Mayor goleada encajada:
  - En campeonatos nacionales: 2-6 Columbus Crew en 2003.
  - En torneos internacionales: 1-5 Monarcas Morelia el 14 de julio de 2010, durante la SuperLiga Norteamericana 2010, en el Toyota Park.
- Mejor puesto en la liga: 1º (2003) en la Conferencia Este.
- Peor puesto en la liga: 10° (2016) en la Conferencia Este.
- Máximo goleador:  Ante Razov (88).
- Portero menos goleado:  Zach Thornton.
- Más partidos disputados:  C.J. Brown (349).
- Primer partido en campeonatos nacionales: Miami Fusion 0 - 2 Chicago Fire (21 de marzo de 1998).
- Primer partido en torneos internacionales oficiales: Chicago Fire 2 - 0 Joe Public (1999).
- Participaciones en torneos internacionales oficiales (5):

| Competencia                          | Edición           |
| ------------------------------------ | ----------------- |
| Liga de Campeones de la Concacaf (3) | 1999, 2002, 2004. |
| SuperLiga Norteamericana (2)         | 2009, 2010.       |

## Entrenadores

### Cronología de entrenadores

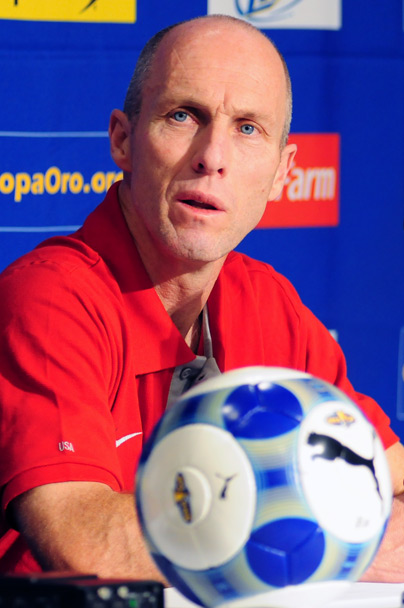
Bob Bradley fue el primer entrenador del club en 1998.

| Jugador             | Años      |
| ------------------- | --------- |
| Bob Bradley         | 1998–2002 |
| Dave Sarachan       | 2003–2007 |
| Dennis Hamlett      | 2007      |
| Juan Carlos Osorio  | 2007      |
| Dennis Hamlett      | 2007      |
| Carlos de los Cobos | 2010–2011 |
| Frank Klopas        | 2011–2013 |
| Frank Yallop        | 2013–2015 |
| Brian Bliss         | 2015      |
| Veljko Paunović     | 2015–2019 |
| Raphael Wicky       | 2019–2021 |
| Frank Klopas        | 2021      |
| Ezra Hendrickson    | 2021–2023 |
| Frank Klopas        | 2023–2024 |
| Gregg Berhalter     | 2024–     |

## Palmarés

### Torneos nacionales
| Competición nacional           | Títulos                          | Subcampeonatos |
| ------------------------------ | -------------------------------- | -------------- |
| Major League Soccer (1/2)      | 1998.                            | 2000, 2003.    |
| MLS Supporters' Shield (1/0)   | 2003.                            |                |
| Lamar Hunt U.S. Open Cup (4/2) | 1998, 2000, 2003, 2006.          | 2004, 2011.    |
| Conferencia Este (1/0)         | 2003 (Play Off), 2003 (Regular). |                |
| Conferencia Oeste (1/0)        | 1998 (Play Off).                 |                |
| División Central (2/0)         | 2000, 2001.                      |                |

### Torneos internacionales no oficiales
| Competición internacional      | Títulos | Subcampeonatos |
| ------------------------------ | ------- | -------------- |
| SuperLiga Norteamericana (0/1) |         | 2009.          |